# Copa del Generalísimo de fútbol 1943
La Copa del Generalísimo de Fútbol de 1943 fue la edición número 39 de la competición de Copa en España. La conquistó el Athletic Club, en lo que fue su decimocuarto título copero. Se disputó desde el 25 de abril hasta el 20 de junio de 1943.
Esta edición de la copa destaca por el hecho de haberse producido en las semifinales la mayor goleada en la historia del Clásico: un categórico y polémico 11-1 del Real Madrid al Barcelona en la vuelta. Después de un 3-0 en la ida, la prensa madrileña propició que hubiese un ambiente hostil a la llegada del equipo catalán para disputar el partido de vuelta. Desde su aterrizaje los jugadores visitantes sufrieron una intimidación que se vio posteriormente reflejada en el campo, llegando incluso a testificar de la presencia de las autoridades de la Seguridad Nacional y del Consejo de Deportes en su vestuario alertándoles sobre la imposibilidad de garantizar su seguridad para con el hostil público, mientras que desde Barcelona se aseguraba que sufrieron aún más presión e intimidación por dichas autoridades.

## Equipos participantes
En la edición de 1943, participaron 32 equipos de Primera, Segunda y Tercera división.
- Primera: Athletic Club , Club Atlético de Aviación, CF Barcelona, Real Betis Balompié, CD Castellón, RC Celta de Vigo, RC Deportivo de La Coruña, RCD Español, Granada CF, Real Oviedo CF, Real Madrid CF, Sevilla CF, Valencia CF y Zaragoza FC.

- Equipos de segunda clasificados para la promoción de ascenso a primera. Además, al no participar en el torneo algunos de los equipos de tercera división clasificados, se ocuparon sus plazas con terceros y cuartos clasificados de los grupos de segunda división:
  - Grupo 1: Real Gijón CF, Real Valladolid y Arenas de Gecho.
  - Grupo 2: Real Sociedad, CD Sabadell, Constancia y Osasuna.
  - Grupo 3: SD Ceuta, Jerez CF y Hércules CF.

- Equipos de tercera y segunda división clasificados en primer o segundo puesto de la promoción de ascenso a segunda:
  - Grupo 1: UD Salamanca y Racing de Ferrol.
  - Grupo 2: Baracaldo.
  - Grupo 3: Deportivo Alavés.
  - Grupo 4: CD Alcoyano.
  - Grupo 5: Levante UD.
  - Grupo 6: Malacitano y Atlético Tetuán.

## Dieciseisavos de final
Desde la primera ronda, participaron todos los equipos de la competición. En el sorteo, los equipos de Primera División no podían enfrentarse entre ellos, al igual que los equipos de Segunda División que habían participado en la liguilla de ascenso a Primera. Los emparejamientos se llevaron a cabo por proximidad geográfica.
En el sistema de eliminatorias a doble partido, cada pareja jugaba dos encuentros, uno en cada estadio, y al finalizar el segundo, el equipo que hubiese marcado más goles en toda la elimnatoria pasaría a la siguiente ronda. En caso de empate, se jugaba un tercer partido de desempate, o incluso un cuarto si era necesario, en campo neutral.
Los partidos de ida se disputaron el 25 de abril, y los de vuelta el 2 de mayo. El partido de desempate Constancia-Sabadell se jugó el 4 de mayo, y el Deportivo-Racing de Ferrol se jugó el 6 de mayo.
| Local ida           | Resultado global | Local vuelta              | Ida | Vuelta | Desempate |
| ------------------- | ---------------- | ------------------------- | --- | ------ | --------- |
| Malacitano          | 3-8              | Club Atlético de Aviación | 0-0 | 3-8    | -         |
| Real Betis Balompié | 4-3              | Atlético Tetuán           | 1-3 | 3-0    | -         |
| RCD Español         | 4-2              | Osasuna                   | 3-2 | 1-0    | -         |
| Real Valladolid     | 1-4              | RC Celta de Vigo          | 1-2 | 0-2    | -         |
| Baracaldo           | 1-2              | Atlético de Bilbao        | 1-0 | 0-2    | -         |
| Real Sociedad       | 11-2             | Arenas de Gecho           | 8-0 | 3-2    | -         |
| Deportivo Alavés    | 3-4              | Zaragoza FC               | 2-3 | 1-1    | -         |
| Racing de Ferrol    | 2-3              | RC Deportivo de La Coruña | 1-0 | 1-2    | 0-1       |
| Hércules CF         | 3-10             | CD Castellón              | 0-2 | 3-8    | -         |
| Real Gijón CF       | 4-6              | Real Oviedo CF            | 1-2 | 3-4    | -         |
| Constancia          | 4-3              | CD Sabadell               | 2-1 | 1-2    | 1-0       |
| CD Alcoyano         | 2-3              | Valencia CF               | 2-1 | 0-2    | -         |
| Jerez CF            | 7-4              | Sevilla CF                | 6-2 | 1-2    | -         |
| SD Ceuta            | 5-3              | Granada CF                | 5-0 | 0-3    | -         |
| Real Madrid CF      | 6-1              | UD Salamanca              | 5-1 | 1-0    | -         |
| Levante UD          | 3-11             | CF Barcelona              | 2-3 | 1-8    | -         |

### Malacitano - Club Atlético Aviación
| 25 de abril de 1943 | Malacitano | 0-0 | Club Atlético de Aviación | La Rosaleda, Málaga    |  |
|                     |            |     |                           | Árbitro(s): M. Almagro |  |

| 2 de mayo de 1943 | Club Atlético de Aviación                                                                               | 8-3 | Malacitano                         | Metropolitano, Madrid |                  |
|                   | Arencibia 23' Arencibia 45' Taltavull 61' Taltavull 62' Adrover 67' Campos 72' Campos 87' Taltavull 88' |     | Peralta 10' Peralta 48' Cuerto 80' | Árbitro(s): Solá      | Árbitro(s): Solá |

### Real Betis Balompié - Atlético Tetuán
| 25 de abril de 1943 | Real Betis Balompié | 1-3 | Atlético Tetuán                    | Heliópolis, Sevilla |                   |
|                     | Saro 47'            |     | Lara 52' Segangan 60' Segangan 65' | Árbitro(s): Lasso   | Árbitro(s): Lasso |

| 2 de mayo de 1943 | Atlético Tetuán | 0-3 | Real Betis Balompié | ???, Tetuán |  |
|                   |                 |     | ???                 |             |  |

### RCD Español - Osasuna
| 25 de abril de 1943 | RCD Español                     | 3-2 | Osasuna             | Sarriá, Barcelona   |                     |
|                     | Olivas 15' Jorge 35' Olivas 70' |     | Gastón 55' Tito 53' | Árbitro(s): Sanchís | Árbitro(s): Sanchís |

| 2 de mayo de 1943 | Osasuna | 0-1 | RCD Español | San Juan, Pamplona |  |
|                   |         |     | Olivas 36'  |                    |  |

### Real Valladolid - RC Celta de Vigo
| 25 de abril de 1943 | Real Valladolid | 1-2 | Real Club Celta de Vigo | Zorrilla, Valladolid |                    |
|                     | Busquet 70'     |     | Nolete 40' Nolete 75'   | Árbitro(s): Corpas   | Árbitro(s): Corpas |

| 2 de mayo de 1943 | Real Club Celta de Vigo | 2-0 | Real Valladolid | Balaídos, Vigo                  |                                 |
|                   | Yayo 51' Fuentes 75'    |     |                 | Árbitro(s): Celestino Rodríguez | Árbitro(s): Celestino Rodríguez |

### Baracaldo - Atlético de Bilbao
| 25 de abril de 1943 | Baracaldo | 1-0 | Atlético de Bilbao | Lasesarre, Baracaldo |                    |
|                     | Calvo 50' |     |                    | Árbitro(s): Crespo   | Árbitro(s): Crespo |

| 2 de mayo de 1943 | Atlético de Bilbao     | 2-0 | Baracaldo | San Mamés, Bilbao     |                       |
|                   | Arqueta 14' Elices 45' |     |           | Árbitro(s): Mazagatos | Árbitro(s): Mazagatos |

### Real Sociedad - Arenas de Gecho
| 25 de abril de 1943 | Real Sociedad                                                                                | 8-0 | Arenas de Gecho | Atocha, San Sebastián |                   |
|                     | Bidegain 15' Pedrín 19' Ontoria 40' Terán 43' Bidegain 48' Unamuno 75' Terán 77' Unamuno 85' |     |                 | Árbitro(s): Isasi     | Árbitro(s): Isasi |

| 2 de mayo de 1943 | Arenas de Gecho | 2-3 | Real Sociedad        | Gecho, Guecho       |                     |
|                   | Angelín         |     | Ontoria Terán Pedrín | Árbitro(s): Elizari | Árbitro(s): Elizari |

### Deportivo Alavés - Zaragoza FC
| 25 de abril de 1943 | Deportivo Alavés   | 2-3 | Zaragoza FC                             | Mendizorroza, Vitoria |                       |
|                     | Gamón 77' Ubis 87' |     | Matamala 30' Matamala 32' Soladrero 47' | Árbitro(s): Mazagatos | Árbitro(s): Mazagatos |

| 2 de mayo de 1943 | Zaragoza FC  | 1-1 | Deportivo Alavés | Torrero, Zaragoza      |                        |
|                   | Matamala 20' |     | Rico 67'         | Árbitro(s): De la Riva | Árbitro(s): De la Riva |

### Racing de Ferrol - RC Deportivo de La Coruña
| 25 de abril de 1943 | Racing Club de Ferrol | 1-0 | RC Deportivo de La Coruña | Inferniño, Ferrol |                   |
|                     | Porta 75'             |     |                           | Árbitro(s): Nieto | Árbitro(s): Nieto |

| 2 de mayo de 1943 | RC Deportivo de La Coruña | 2-1 | Racing Club de Ferrol | Riazor, La Coruña |  |
|                   | Chao 55' Caballero 83'    |     | Miranda 50'           |                   |  |

| 5 de mayo de 1943 | RC Deportivo de La Coruña | 1-0 | Racing Club de Ferrol | Buenavista, Oviedo |  |
|                   | Breijo 116'               |     |                       |                    |  |

### Hércules CF - CD Castellón
| 25 de abril de 1943 | Hércules CF | 0-2 | CD Castellón              | Estadio Bardín, Alicante |                     |
|                     |             |     | Andrade 55' Hernández 60' | Árbitro(s): Arribas      | Árbitro(s): Arribas |

| 2 de mayo de 1943 | CD Castellón                 | 8-3 | Hércules CF   | El Sequiol, Castellón |  |
|                   | Basilio Hernández Pizá Ruano |     | Fernández ??? |                       |  |

### Real Gijón CF - Real Oviedo CF
| 25 de abril de 1943 | Real Gijón CF | 1-2 | Real Oviedo CF          | El Molinón, Gijón    |                      |
|                     | Miñares 5'    |     | Antón 75' Herrerita 77' | Árbitro(s): Gojenuri | Árbitro(s): Gojenuri |

| 25 de abril de 1943 | Real Oviedo CF                                        | 4-3 | Real Gijón CF                   | Buenavista, Oviedo   |                      |
|                     | Herrerita 5' Echevarría 15' Echevarría 20' Emilín 82' |     | Liz 30' Paladini 50' Chipia 55' | Árbitro(s): Villalta | Árbitro(s): Villalta |

### Constancia - CD Sabadell
| 25 de abril de 1943 | Constancia          | 2-1 | CD Sabadell | Nuevo Campo de Inca, Inca |                      |
|                     | Primo 15' Nieto 84' |     | Patro 37'   | Árbitro(s): Ferragut      | Árbitro(s): Ferragut |

| 2 de mayo de 1943 | CD Sabadell           | 2-1 | Constancia    | Cruz Alta, Sabadell |                     |
|                   | Maratínez 7' Egea 35' |     | Hernández 27' | Árbitro(s): Tamarit | Árbitro(s): Tamarit |

| 4 de mayo de 1943 | Constancia | 1-0 | CD Sabadell | Las Corts, Barcelona |  |
|                   | Cardús 76' |     |             |                      |  |

### CD Alcoyano - Valencia CF
| 25 de abril de 1943 | CD Alcoyano | 2-1 | Valencia CF | ???, Alicante       |                     |
|                     | ???         |     | ???         | Árbitro(s): Cruella | Árbitro(s): Cruella |

| 2 de mayo de 1943 | Valencia CF | 2-0 | CD Alcoyano | Mestalla, Valencia |                  |
|                   | Elzo Epi    |     |             | Árbitro(s): Coll   | Árbitro(s): Coll |

### Jerez CF - Sevilla CF
| 25 de abril de 1943 | Jerez CF                                                        | 6-2 | Sevilla CF                | Estadio Domeqc, Jerez de la Frontera |                         |
|                     | Alfonso 3' Morera 5' Morera 6' Escalera 7' Morera 47' Pablo 55' |     | Campanal 42' Campanal 65' | Árbitro(s): A. Corriols              | Árbitro(s): A. Corriols |

| 2 de mayo de 1943 | Sevilla CF               | 2-1 | Jerez CF   | Nervión, Sevilla |  |
|                   | Campanal 25' Pepillo 80' |     | Pineda 63' |                  |  |

### SD Ceuta - Granada CF
| 25 de abril de 1943 | SD Ceuta                                              | 5-0 | Granada CF | Estadio Jadu, Ceuta |                    |
|                     | Tabilo 10' Tabilo 25' Tabilo 50' Moriá 70' Tabilo 80' |     |            | Árbitro(s): Melcón  | Árbitro(s): Melcón |

| 2 de mayo de 1943 | Granada CF                       | 3-0 | SD Ceuta | Estadio Los Cármenes, Granada |                              |
|                   | Nicola 40' Aparicio 60' Sosa 80' |     |          | Árbitro(s): Plácido González  | Árbitro(s): Plácido González |

### Real Madrid CF - UD Salamanca
| 25 de abril de 1943 | Real Madrid CF                                         | 5-1 | UD Salamanca | Chamartín, Madrid  |                    |
|                     | Pruden 20' Alonso 22' Belmar 35' Pruden 43' Belmar 73' |     | Nano 5'      | Árbitro(s): Rivero | Árbitro(s): Rivero |

| 2 de mayo de 1943 | UD Salamanca | 0-1 | Real Madrid CF | El Calvario, Salamanca |  |
|                   |              |     | Alday 25'      |                        |  |

### Levante UD - CF Barcelona
| 25 de abril de 1943 | Levante UD          | 2-3 | CF Barcelona                   | Mestalla, Valencia |                    |
|                     | Costa 57' Moltó 72' |     | César 7' Martín 26' Martín 63' | Árbitro(s): Arqués | Árbitro(s): Arqués |

| 2 de mayo de 1943 | CF Barcelona                                                                        | 8-1 | Levante UD | Las Corts, Barcelona |  |
|                   | Escolá 2' Bravo 14' Bravo 30' Martín 44' Valle 47' Martín 57' Martín 59' Martín 61' |     | Moltó 32'  |                      |  |

## Octavos de final
A partir de esta ronda, todos los emparejamientos se llevaron a cabo por sorteo puro.
Los partidos de ida se disputaron el 9 de mayo, y los de vuelta el 16 de mayo. El partido de desempate entre Madrid y Español se jugó el 18 de mayo.
| Local ida                 | Resultado global | Local vuelta              | Ida | Vuelta | Desempate |
| ------------------------- | ---------------- | ------------------------- | --- | ------ | --------- |
| Club Atlético de Aviación | 4-2              | Real Sociedad             | 4-2 | 0-0    | -         |
| Real Betis Balompié       | 1-5              | SD Ceuta                  | 1-1 | 0-4    | -         |
| RCD Español               | 4-6              | Real Madrid CF            | 1-1 | 3-3    | 0-2       |
| RC Celta de Vigo          | 2-9              | CF Barcelona              | 1-5 | 1-4    | -         |
| Atlético de Bilbao        | 8-2              | CD Castellón              | 7-0 | 1-2    | -         |
| Zaragoza FC               | 3-4              | Valencia CF               | 2-4 | 1-0    | -         |
| Real Oviedo CF            | 2-3              | RC Deportivo de La Coruña | 1-2 | 1-1    | -         |
| Constancia                | 3-5              | Jerez CF                  | 2-1 | 1-4    | -         |

### Club Atlético de Aviación - Real Sociedad
| 9 de mayo de 1943 | Club Atlético de Aviación                         | 4-2 | Real Sociedad           | Metropolitano, Madrid |                     |
|                   | Taltavull 8' Vázquez 30' Campos 53' Taltavull 83' |     | Garbizu 20' Unamuno 38' | Árbitro(s): Fombona   | Árbitro(s): Fombona |

| 16 de mayo de 1943 | Real Sociedad | 0-0 | Club Atlético de Aviación | Atocha, San Sebastián |  |

### Real Betis Balompié - SD Ceuta
| 9 de mayo de 1943 | Real Betis Balompié | 1-1 | SD Ceuta   | Heliópolis, Sevilla |                     |
|                   | Muruaga 45'         |     | Tavilo 70' | Árbitro(s): Cruella | Árbitro(s): Cruella |

| 16 de mayo de 1943 | SD Ceuta                              | 4-0 | Real Betis Balompié | Jadu, Ceuta                  |                              |
|                    | Morla 30' Abad 50' Abad 65' Arnau 85' |     |                     | Árbitro(s): Plácido González | Árbitro(s): Plácido González |

### RCD Español - Real Madrid CF
| 9 de mayo de 1943 | RCD Español | 1-1 | Real Madrid CF | Sarriá, Barcelona |                   |
|                   | Jorge 44'   |     | Alonso 15'     | Árbitro(s): Ocaña | Árbitro(s): Ocaña |

| 16 de mayo de 1943 | Real Madrid CF                 | 3-3 | RCD Español                     | Chamartín, Madrid |  |
|                    | Pruden 1' Ipiña 15' Alonso 40' |     | Ricart 46' Jorge 55' Olivas 87' |                   |  |

| 18 de mayo de 1943 | Real Madrid CF         | 2-0 | RCD Español | Metropolitano, Madrid |                      |
|                    | Barinaga 46' Alsúa 76' |     |             | Árbitro(s): Ferragut  | Árbitro(s): Ferragut |

### RC Celta de Vigo - CF Barcelona
| 9 de mayo de 1943 | RC Celta de Vigo | 1-5 | CF Barcelona                                        | Balaídos, Vigo       |                      |
|                   | Venancio 64'     |     | Valle 1' Valle 18' Martín 49' Escolá 86' Martín 88' | Árbitro(s): Escartín | Árbitro(s): Escartín |

| 16 de mayo de 1943 | CF Barcelona                             | 4-1 | RC Celta de Vigo | Las Corts, Barcelona |                      |
|                    | Valle 13' Escolá 47' César 65' Valle 74' |     | Mundo 73'        | Árbitro(s): Ferragut | Árbitro(s): Ferragut |

### Atlético de Bilbao - CD Castellón
| 9 de mayo de 1943 | Atlético de Bilbao                                                               | 7-0 | CD Castellón | San Mamés, Bilbao   |                     |
|                   | Melenchón (pp) 28' Zarra 31' Gárate 33' Zarra 39' Zarra 41' Panizo 75' Zarra 81' |     |              | Árbitro(s): Arribas | Árbitro(s): Arribas |

| 16 de mayo de 1943 | CD Castellón            | 2-1 | Atlético de Bilbao | El Sequiol, Castellón |  |
|                    | Basilio 20' Andrade 53' |     | Iriondo 15'        |                       |  |

### Zaragoza FC - Valencia CF
| 9 de mayo de 1943 | Zaragoza FC | 2-4 | Valencia CF     | Torrero, Zaragoza    |                      |
|                   | Aldana      |     | Mundo Epi Mundo | Árbitro(s): González | Árbitro(s): González |

| 16 de mayo de 1943 | Valencia CF | 0-1 | Zaragoza FC  | Mestalla, Valencia   |                      |
|                    |             |     | Matamala 25' | Árbitro(s): Martínes | Árbitro(s): Martínes |

### Real Oviedo CF - RC Deportivo de la Coruña
| 9 de mayo de 1943 | Real Oviedo CF | 1-2 | RC Deportivo de La Coruña | Buenavista, Oviedo   |                      |
|                   | Echevarría 24' |     | Chacho 38' Chacho 82'     | Árbitro(s): Cojenuri | Árbitro(s): Cojenuri |

| 16 de mayo de 1943 | RC Deportivo de La Coruña | 1-1 | Real Oviedo CF | Riazor, La Coruña |  |
|                    | ???                       |     | ???            |                   |  |

### Constancia - Jerez CF
| 9 de mayo de 1943 | Constancia | 2-1 | Jerez CF | Nuevo Campo de Inca, Inca |  |
|                   | ???        |     | ???      |                           |  |

| 16 de mayo de 1943 | Jerez CF                                | 4-1 | Constancia   | Domecq, Jerez de la Frontera |  |
|                    | Morera 18' Morera 20' Polo 46' Polo 70' |     | Ostolaza 85' |                              |  |

## Cuartos de final
En esta eliminatoria, la ida se jugó el 23 de mayo y la vuelta el 30 de mayo.
| Local ida               | Resultado global | Local vuelta                 | Ida | Vuelta | Desempate |
| ----------------------- | ---------------- | ---------------------------- | --- | ------ | --------- |
| C. Atlético de Aviación | 2-7              | Atlético de Bilbao           | 1-3 | 1-4    | -         |
| C. F. Barcelona         | 9-4              | S. D. Ceuta                  | 5-2 | 4-2    | -         |
| Jerez C. F.             | 4-6              | Real Madrid C. F.            | 1-1 | 3-5    | -         |
| Valencia C. F.          | 5-2              | R. C. Deportivo de La Coruña | 2-2 | 3-0    | -         |

### Atlético de Aviación - Atlético de Bilbao
| 23 de mayo de 1943 | C. Atlético de Aviación | 1-3 | Atlético de Bilbao          | Metropolitano, Madrid |                     |
|                    | Taltavull 52'           |     | Zarra 35', 77' · Panizo 67' | Árbitro(s): Tamarit   | Árbitro(s): Tamarit |

| 30 de mayo de 1943 | Atlético de Bilbao                       | 4-1 | Club Atlético de Aviación | San Mamés, Bilbao   |                     |
|                    | Gainza 19' · Elices 32', 40' · Zarra 65' |     | Mariano 6'                | Árbitro(s): Fombona | Árbitro(s): Fombona |

### Barcelona - Ceuta
| 23 de mayo de 1943 | C. F. Barcelona                              | 5-2 | S. D. Ceuta            | Las Corts, Barcelona          |                               |
|                    | Valle 1', 10', 87' · Escolá 32' · Martín 43' |     | Tavilo 3' · Arnaur 48' | Árbitro(s): Plácido Rodríguez | Árbitro(s): Plácido Rodríguez |

| 30 de mayo de 1943 | S. D. Ceuta           | 2-4 | C. F. Barcelona                          | Jadu, Ceuta                |                            |
|                    | Morlas 2' · Arnau 62' |     | Martín 35', 70' · Escolá 37' · César 80' | Árbitro(s): Pedro Escartín | Árbitro(s): Pedro Escartín |

### Jerez - Real Madrid
| 23 de mayo de 1943 | Jerez C. F.  | 1-1 | Real Madrid C. F. | Domecq, Jerez de la Frontera |                     |
|                    | Escalera 57' |     | Pruden 75'        | Árbitro(s): Cruella          | Árbitro(s): Cruella |

| 30 de mayo de 1943 | Real Madrid C. F.                                      | 5-3 | Jerez C. F.                 | Chamartín, Madrid   |                     |
|                    | Alfonso 25' · Pruden 40', 59' · Belmar 73' · Alsua 75' |     | Pineda 6' · Morera 42', 81' | Árbitro(s): Arribas | Árbitro(s): Arribas |

### Valencia - Deportivo de La Coruña
| 23 de mayo de 1943 | Valencia C. F.        | 2-2 | R. C. Deportivo de La Coruña | Mestalla, Valencia |                  |
|                    | Igoa 10' · Amadeo 44' |     | Caballero 12' · Chao 28'     | Árbitro(s): Solá   | Árbitro(s): Solá |

| 30 de mayo de 1943 | R. C. Deportivo de La Coruña | 0-3 | Valencia C. F.                     | Riazor, La Coruña |  |
|                    |                              |     | Saustiano 35' · Epi 55' · Igoa 75' |                   |  |

## Semifinales
Esta ronda se jugó los días 6 de junio y 13 de junio.
| Local ida          | Resultado global | Local vuelta      | Ida | Vuelta | Desempate |
| ------------------ | ---------------- | ----------------- | --- | ------ | --------- |
| Atlético de Bilbao | 3-2              | Valencia C. F.    | 1-0 | 2-2    | -         |
| C. F. Barcelona    | 4-11             | Real Madrid C. F. | 3-0 | 1-11   | -         |

### Atlético de Bilbao - Valencia
| 6 de junio de 1943 | Atlético de Bilbao | 1-0 | Valencia C. F. | San Mamés, Bilbao     |                       |
|                    | Panizo 23'         |     |                | Árbitro(s): Rodríguez | Árbitro(s): Rodríguez |

| 13 de junio de 1943 | Valencia C. F.       | 2-2 | Atlético de Bilbao     | Mestalla, Valencia  |                     |
|                     | Elzo 1' · Amadeo 77' |     | Elices 5' · Panizo 75' | Árbitro(s): Vilalta | Árbitro(s): Vilalta |

### Barcelona - Real Madrid
| 6 de junio de 1943 | C. F. Barcelona                       | 3-0 | Real Madrid C. F. | Las Corts, Barcelona |                     |
|                    | Valle 34' · Escolá 43' · Sospedra 60' |     |                   | Árbitro(s): Fombona  | Árbitro(s): Fombona |

| 13 de junio de 1943 | Real Madrid C. F.                                                                                | 11-1 | C. F. Barcelona | Chamartín, Madrid               |                                 |
|                     | Barinaga 30', 42', 44', 87' · Pruden 5', 32', 35' · Alonso, J 37', 74' · Curta 39' · Botella 85' |      | Martín 89'      | Árbitro(s): Celestino Rodríguez | Árbitro(s): Celestino Rodríguez |

La crónica que redactó Juan Antonio Samaranch —periodista deportivo en la época para la Prensa del Movimiento Nacional, aficionado del Espanyol, y que llegó a ser presidente del Comité Olímpico Internacional (COI)— le supuso la retirada de su carné de periodista y el derecho a ejercer como tal:

“¡11-1! Con 3-0 a su favor en la ida está eliminado el equipo que más posibilidades tenía para llegar al título de Campeón de España. No se martiricen pensando en las causas de estos hechos los incondicionales del Barcelona. Es un buen consejo. No hay que buscar culpables, porque no los hay en el "equipo". Ya hemos dicho que el Barcelona no jugó ni bien ni mal. No existió. No se le vio en toda la tarde: era lo mejor que podía pasar en aquellas circunstancias. Así han quedado las cosas y hasta aquí podía llegar. Para ellos es la final. Son lo mismo 11 que 50. Pero esto ha sucedido a costa de perder Madrid y el Madrid aquella fama de caballerosidad de que tanto y tantas veces nos hablaban esos cronistas de gran renombre y prestigio, que más bien en lugar de dar ánimos como era su obligación han sido lo que han inducido a crear el estado de ánimo para superar el 3-0 favorable al Barcelona con un resultado y una descortesía mucho mayores”
Juan Antonio Samaranch. Mes de junio de 1943. Barcelona.

## Final
| PO | Lezama       |  |
| DF | Mieza        |  |
| DF | Oceja        |  |
| MC | Ortúzar      |  |
| MC | "Tolo" Ortiz |  |
| MC | Nando        |  |
| EI | Elices       |  |
| II | Panizo       |  |
| DC | Zarra        |  |
| ID | Urra         |  |
| ED | Gaínza       |  |

| PO | Marzá         |  |  |
| DF | Querejeta     |  |  |
| DF | Corona        |  |  |
| MC | Sauto         |  |  |
| MC | Ipiña         |  |  |
| MC | Moleiro       |  |  |
| EI | Alsúa         |  |  |
| II | "Chus" Alonso |  |  |
| DC | Pruden        |  |  |
| ID | Barinaga      |  |  |
| ED | Botella       |  |  |

|  | 114' | Telmo Zarra | 1-0 |

|  | Marzá |

| Árbitro: | Cruella |

| PO | Lezama       |  |
| DF | Mieza        |  |
| DF | Oceja        |  |
| MC | Ortúzar      |  |
| MC | "Tolo" Ortiz |  |
| MC | Nando        |  |
| EI | Elices       |  |
| II | Panizo       |  |
| DC | Zarra        |  |
| ID | Urra         |  |
| ED | Gaínza       |  |

| PO | Marzá         |  |  |
| DF | Querejeta     |  |  |
| DF | Corona        |  |  |
| MC | Sauto         |  |  |
| MC | Ipiña         |  |  |
| MC | Moleiro       |  |  |
| EI | Alsúa         |  |  |
| II | "Chus" Alonso |  |  |
| DC | Pruden        |  |  |
| ID | Barinaga      |  |  |
| ED | Botella       |  |  |

|  | 114' | Telmo Zarra | 1-0 |

|  | Marzá |

| Árbitro: | Cruella |

|                            |
| Campeón Atlético de Bilbao |
| 14º título                 |